# Семикин, Дмитрий Викторович
Семикин Дмитрий Викторович (род. 21 ноября 1971 года в Волгограде) — российский учёный, кандидат географических наук, доцент.

## Биография
Доцент кафедры естественно-математических дисциплин, Волгоградский государственный социально-педагогический университет.
Семикин Дмитрий Викторович — доцент кафедры ЕМД, кандидат географических наук. Родился 21 ноября 1971 года в г. Волгограде. В 1989 г. окончил среднюю школу № 109 Ворошиловского района г. Волгограда и стал студентом естественно-географического факультета ВГПУ и экономического факультета ВолгГТУ. После окончания университетов работал учителем географии и биологи в ИТЛ № 5 г. Волгограда. В 1994-99 г. обучался в магистратуре и аспирантуре кафедры физической географии и геоэкологии, по окончании которых защитил диссертацию по теме «Ландшафтно-биогеографический анализ природы Волгоградской области». С 2002 г. является доцентом кафедры ЕМД ВГПУ.

## Деятельность
- Защитил диссертацию по специальности 11.00.11 «Охрана окружающей среды и рациональное использование природных ресурсов». Тема диссертации «Ландшафтно-биогеографический анализ природы Волгоградской области»[2]. В диссертации отражена проблема антропогенной нагрузки на ландшафты Волгоградской области, их устойчивость в условиях промышленного производства.
- Доцент кафедры Физической географии и геоэкологии Волгоградского государственного педагогического университета
- Доцент кафедры экономики и финансов Волгоградской академии государственной службы,
- Автор выполненного для Волгоградской области биогеографического районирования.
- К сфере нынешних интересов Д. В. Семикина относится разработка теоретико-методологических основ подготовки учителей начальных классов к работе в школе в условиях экологизации образования.

### Публикации
- Автор разработанной методики оценки эффективности использования бюджетных средств направленных на охрану окружающей природной среды (методика описана в журналах, резензируемых ВАК:
  - «Ключевые показатели эффективности (KPI) эколого-экономических программ региона» научный вестник Челябинского государственного университета. Серия экономика. Вып. 2. −2010. — № 23. — С. 96-99.
  - «Эколого-экономическое обоснование объёмов финансирования, необходимого для модернизации региона» научный вестник Челябинского государственного университета. Серия экономика. Вып. 3. −2010. — № 23. — С. 83-88.).

### Общественная деятельность
- Организтор IV международной научно-практической конференции студентов и молодых ученых «Инновационное развитие экономики: инструменты и технологии», г. Волгоград 24 декабря 2010 года[3].
- Член комиссии ФСТЭК России по соблюдению требований к служебному поведению государственных гражданских служащих Российской Федерации и регулированию конфликта интересов по г. Волгограду[4].